# Bernard Yago
Bernard Yago (né en juillet 1916 à Pass village de Dabou d'une famille aisé en Côte d'Ivoire et mort le 5 octobre 1997 à Abidjan) est un cardinal ivoirien, archevêque d'Abidjan de 1960 à 1994.

## Biographie

### Prêtre
Bernard Yago est ordonné prêtre le 1er mai 1947 pour le diocèse d'Abidjan. 

### Évêque
Nommé archevêque d'Abidjan le 5 avril 1960, succédant à Jean-Baptiste Boivin, il est consacré le 8 mai suivant par le pape Jean XXIII en personne. C'est le premier archevêque autochtone d'Abidjan.
Il se retire trente-quatre ans plus tard, le 19 décembre 1994. Il a alors 78 ans.

### Cardinal
Il est créé cardinal par le pape Jean-Paul II lors du consistoire du 2 février 1983 avec le titre de cardinal-prêtre de S. Crisogono. Il est le premier cardinal ivoirien de l'histoire.

## Succession apostolique
Bernard Yago a ordonné les évêques suivants :
- Cardinal Bernard Agré (1968)
- Évêque Laurent Yapi (1970)
- Archevêque Auguste Nobou (1972)
- Évêque Pierre-Marie Coty (1976)
- Évêque Paul Dacoury-Tabley (1979)
- Évêque Bruno Kouamé (1981)
- Évêque Joseph Akichi (de) (1982)
- Évêque Laurent Akran Mandjo (1982)
- Évêque Alexandre Kouassi (de) (1988)
- Archevêque Barthélémy Djabla (1990)
- Évêque Joseph Niangoran Teky (1993)
- Évêque Maurice Konan Kouassi (1995)
- Archevêque Paul-Siméon Ahouanan Djro, O.F.M. (1996)